# 大阪市立御幣島小学校
大阪市立御幣島小学校（おおさかしりつ みてじましょうがっこう）は、大阪府大阪市西淀川区にある公立小学校。
大阪市立香簑小学校の過密化解消のため、従来の同小学校の校区を分離し、2008年に開校した。西淀川区で最も新しい小学校である。

## 沿革
2000年代以降地域の住宅開発により大阪市立香簑小学校の児童数が増加傾向となった。それに伴い香簑小学校では過密化や教室不足の傾向がみられるようになり、2008年度以降には31学級以上に達する見込みとなった。
そのため香簑小学校の分離校を新設することになり、香簑小学校校区の南東部を校区とする形で、2008年4月1日付で大阪市立御幣島小学校が設置された。

### 年表
- 2007年10月23日 - 大阪市立御幣島小学校の設置が大阪市教育委員会で承認。
- 2008年4月1日 - 開校。

## 通学区域
- 大阪市西淀川区 御幣島1丁目、御幣島2丁目1-6番・14-17番、御幣島3丁目1-12番・14番39号（エンゼルパークスプリングス）、御幣島4丁目1-2番・9番・14番

卒業生は基本的に大阪市立歌島中学校に進学する。

## 交通
- JR東西線 御幣島駅から北へ300m
- 大阪シティバス・に〜よんバス 御幣島公園バス停下車